# وحشت سرخ (شوروی)

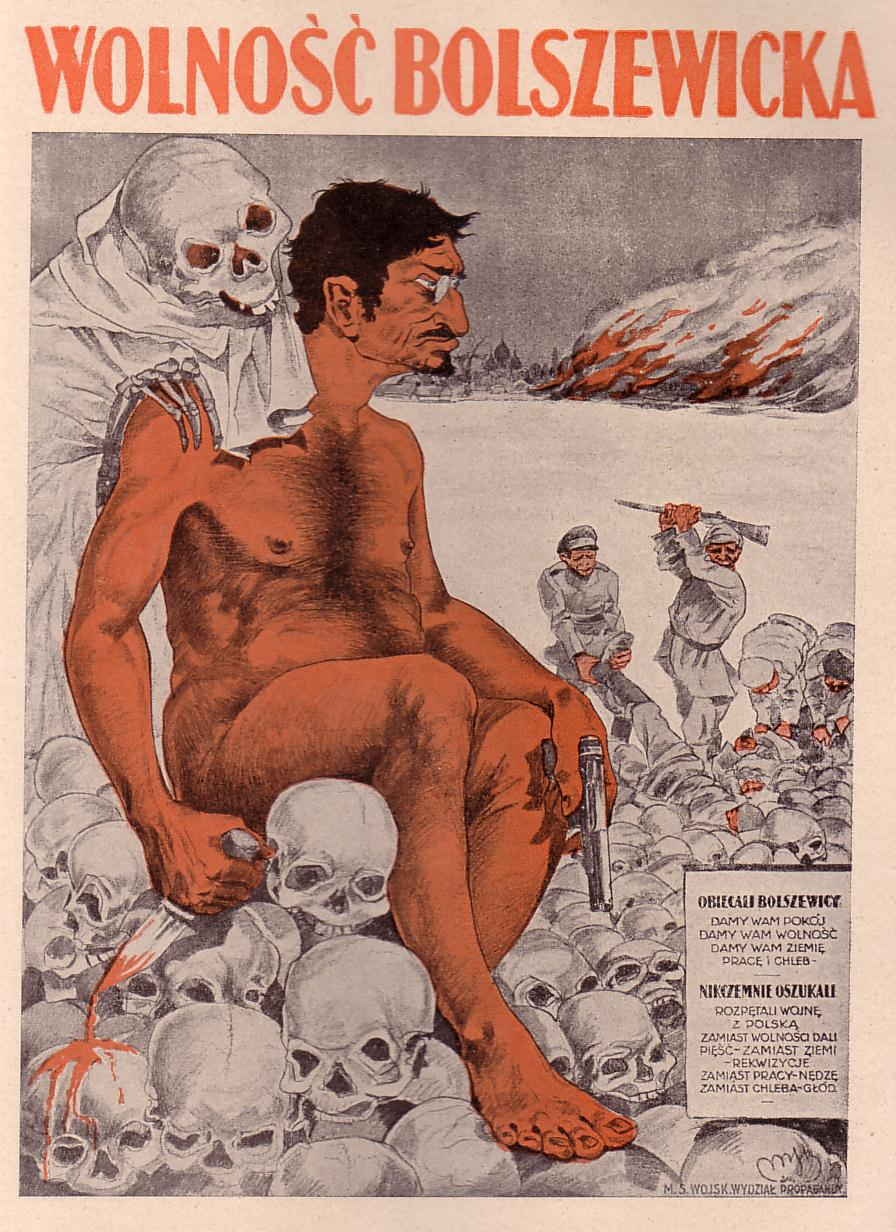
آزادی بلشویکی، پوستر پروپاگاندای لهستانی

وحشت سرخ یا ترور سرخ کارزار کشتار جمعی، شکنجه و سرکوب سازمان یافته توسط بلشویک‌ها پس از به دست‌گیری قدرت در سن پترزبورگ و مسکو بود. بنا به تاریخ‌نگاری شوروی، وحشت سرخ رسماً در ۲ سپتامبر ۱۹۱۸ شروع و در اکتبر ۱۹۱۸ پایان یافت. بسیاری از مورخان چون سرگی ملگونف این لفظ را به سرکوب سیاسی در سراسر دوره ‎۱۹۱۸–۱۹۲۲ نسبت می‌دهند. سرکوب دست جمعی را چکا (پلیس مخفی بلشویک) به همراه عناصر اطلاعات نظامی بلشویک انجام می‌دادند. این اصطلاح معمولاً در مقابل ترور سفید مطرح می‌شود که توسط ارتش سفید (گروه‌های روسی و غیر روسی مخالف حکومت بلشویک) انجام گرفت. تخمین تعداد کل قربانیان سرکوب بلشویکی حدود ۱۰۰٬۰۰۰ برآورد می‌شود. ترور سرخ الگوبرداری از دوران ترور در انقلاب فرانسه بود.

## علل
وحشت سرخ پس از چندین سوءقصد به لنین که معروف‎ترین آن در پایان اوت موفق بود، آغاز شد. پس از آن تروتسکی ضمن سخنرانی آتشینی عملیات تلافی‌جویانه را ضروری اعلام کرد و در ۲ سپتامبر بعد از بحث‌های فراوان در کمیته مرکزی، بلشویک‌ها عملیات ترور سرخ را شروع کردند.

## کاربردها
اصطلاح ترور سرخ در موارد زیر به‌کار رفته‌ است:
- ترور سرخ مجارستان: اعدام ۵۹۰ نفر متهم به دست داشتن در کودتای ضدانقلاب علیه جمهوری شورایی مجارستان در ۲۴ ژوئن ۱۹۱۹.[۵]
- ترور سرخ اسپانیا: در خلال جنگ داخلی اسپانیا.
- ترور سرخ یونان: در طول مقاومت و جنگ داخلی یونان.
- ترور سرخ اتیوپی: در دوران حکومت منگیستو هایله ماریام.
- ترور سرخ چین: انقلاب فرهنگی که با اوت سرخ توسط مائو تسه‌تونگ شروع شد.
- خشونت ناندیگرام: در بنگال غربی در نوامبر ۲۰۰۷.[۶]